# Даумов рифов омар
Даумовите рифови омари (Enoplometopus daumi) са вид висши ракообразни от семейство Enoplometopidae.
Те са недостатъчно проучен вид.
Таксонът е описан за пръв път от Липке Холтхойс през 1983 година.